# Suhlendorf
Suhlendorf er en kommune i den sydlige del af Samtgemeinde Rosche i den østlige del af Landkreis Uelzen i den nordøstlige del af den tyske delstat Niedersachsen, og en del af Metropolregion Hamburg. Kommunen har et areal på godt 61 km², og en befolkning på godt 2.500 mennesker.

## Geografi
Kommunen ligger mellem byerne Uelzen og Salzwedel midt på Lüneburger Heide.

### Inddeling
I kommunen ligger ud over Suhlendorf, landsbyerne Batensen, Dallahn, Dalldorf, Groß Ellenberg, Klein Ellenberg, Grabau, Güstau, Kölau, Molbath, Nestau, Növenthien, Rassau, Schlieckau og Wellendorf samt bebyggelserne Klein Malchau og St. Omer.
Batensen, Dallahn, Dalldorf, Ellenberg, Grabau, Güstau, Kölau, Molbath, Nestau, Növenthien, Rassau, Schlieckau og Wellendorf var frem til 1972 selvstændige kommuner .